# Une journée d'Andreï Arsenevitch
Pour plus de détails, voir Fiche technique et Distribution.
Une journée d'Andreï Arsenevitch est un   documentaire français de 2000 réalisé par Chris Marker, sur et en hommage au réalisateur soviétique et russe Andreï Tarkovski.

## Le film dans la sérieCinéastes de notre temps
Une journée d'Andreï Arsenevitch est l'un des 92 films documentaires de la collection Cinéma, de notre temps, débutée en 1966. Chaque film est consacré à une personnalité du monde du cinéma ou à un mouvement cinématographique. Le titre de l'épisode dédié à Tarkovski est un jeu de mots sur le titre du roman Une journée d'Ivan Denissovitch de l'écrivain dissident soviétique Alexandre Soljenitsyne.
À partir des retrouvailles de Tarkovski, malade, avec ses proches, autorisés à sortir d'URSS pour venir lui rendre visite dans une clinique en France, le film suit la finalisation de son dernier film, Le Sacrifice, tout en évoquant ses précédents films avec de nombreux extraits. Après la mort du cinéaste, le film se conclut sur la première image de son premier film et la dernière de son dernier film, qui montrent toutes deux un enfant au pied d'un arbre.

## Distribution
- Andreï Tarkovski : lui-même (images d'archives)
- Marina Vlady (narration)
- Eva Mattes (narration, version allemande)
- Alexandra Stewart (narration, version anglaise)
- Margarita Terekhova : la mère / Natalia (images d'archives)

Non crédités
- Michal Leszczylowski : lui-même (monteur du film Le Sacrifice)
- Valérie Mairesse : elle-même (actrice dans Le Sacrifice)
- Chris Marker : lui-même (voix)
- Sven Nykvist : lui-même (cinéaste du Sacrifice)
- Larissa Tarkovskaïa : elle-même